# Canton d'Alès-Ouest
Le canton d'Alès-Ouest est une ancienne division administrative du département du Gard, dans l'Arrondissement d'Alès.
Le canton a été créé en 1858 par division du canton d'Alès en 2 cantons.
De 1858 à 1926, le canton s'écrivait canton d'Alais-Ouest.
Il a été supprimé lors du redécoupage cantonal de 2014 ayant pris effet en mars 2015.

## Composition
Il était composé des communes suivantes :
| Nom                     | Code Insee | Intercommunalité      | Population (dernière pop. légale)               |
| ----------------------- | ---------- | --------------------- | ----------------------------------------------- |
| Alès (chef-lieu)        | 30007      | CA Alès Agglomération | Fraction : 15 818(2012) Commune : 39 993 (2014) |
| Cendras                 | 30077      | CA Alès Agglomération | 1 884 (2014)                                    |
| Saint-Christol-lès-Alès | 30243      | CA Alès Agglomération | 7 042 (2018)                                    |
| Saint-Jean-du-Pin       | 30270      | CA Alès Agglomération | 1 428 (2014)                                    |
| Saint-Paul-la-Coste     | 30291      | CA Alès Agglomération | 291 (2014)                                      |
| Soustelle               | 30323      | CA Alès Agglomération | 139 (2014)                                      |

Il incluait les quartiers d'Alès suivants :
- La Royale
- Les Près-Rasclaux
- Brouzen
- Cauvel
- Les Prés-Saint-Jean
- Rochebelle
- L'Ermitage
- Le Brésis
- Faubourg du Soleil
- Les Promelles
- La Prairie

## Administration

### Conseillers généraux
| Période | Période          | Identité                    | Étiquette            | Qualité |
| ------- | ---------------- | --------------------------- | -------------------- | --- |
| 1858    | 1871             | Etienne Duclaux-Monteil     |                      | Avocat, Notaire maire d'Alais (Alès) (1855-1878)                                                                                  |
| 1871    | 1895             | Gustave Veillon (1837-1916) | Républicain          | Ingénieur civil, maître de forges à Alais (Alès)                                                                                  |
| 1895    | 1901             | Alfred Mercier              | Républicain          | Ingénieur |
| 1901    | 1907 (démission) | Jean-Pierre Maurin          | Rad.                 | Banquier à Alais (Alès) |
| 1908    | 1910             | Albert Martel               | Rad.                 | Négociant à Alais (Alès) |
| 1910    | 1912 (démission) | Marius Devèze               | Soc.ind. puis SFIO   | Professeur puis journaliste - Député (1898-1914)                                                                                  |
| 1913    | 1925             | Albert Martel               | Rad.                 | Négociant à Alais (Alès) |
| 1925    | 1940             | Louis Chapon                | PC-SFIC              | Délégué mineur Maire d'Alès Destitué en 1940 (décrets Daladier)                                                                   |
|         |                  |                             |                      | |
| 1942    | 1945             | Marius Lèguevacques         |                      | Conseiller municipal d'Alès Nommé conseiller départemental en 1942                                                                |
|         |                  |                             |                      | |
| 1945    | 1949             | Arthur Vigne                | PCF                  | Mineur à Alès |
| 1949    | 1955             | Marcel Barreau              | SFIO (exclu en 1953) | Professeur de lycée Maire d'Alès (1948-1953)                                                                                      |
| 1955    | 1967             | Henri Huc                   | SFIO                 | Directeur d'école Adjoint au maire d'Alès                                                                                         |
| 1967    | 1973             | Henri Valy                  | PCF                  | Employé Premier adjoint au maire d'Alès Elu en 1973 dans le Canton d'Alès-Nord-Est Suppléant du député Gilbert Millet (1967-1968) |
| 1973    | 1998             | Fernand Balez (1932-2018)   | PCF                  | Agent EDF Maire de Saint-Christol-lès-Alès (1967-1983) Suppléant du député Gilbert Millet (1978-1981)                             |
| 1998    | 2015             | Jean-Michel Suau            | FG (PCF)             | Charpentier Conseiller municipal d'Alès depuis 2001 Vice-président du Conseil général depuis 2004 Conseiller régional (1998-2001) |

### Conseillers d'arrondissement (de 1858 à 1940)
| Période                                  | Période                    | Identité                | Étiquette           | Qualité |
| ---------------------------------------- | -------------------------- | ----------------------- | ------------------- | --- |
| 1858                                     | 1870                       | César Fabre (1819-1889) |                     | Juge de paix, adjoint au maire d'Alais                                                                      |
| 1870                                     | 1871                       | Adrien Dadre            |                     | Avocat à Alais                                                                                              |
| 1871                                     | 1873                       | Numa de Laroque         |                     | |
| 1873                                     | 1883                       | Édouard Chambon         | Républicain         | Filateur à Alais                                                                                            |
| 1883                                     | 1895                       | Frédéric Pagès          | Républicain radical | Vice-Président du Conseil de prud'hommes d'Alais                                                            |
| 1895                                     | 1904                       | Barthélemy Comte        | Socialiste fédéré   | |
| 1904                                     | 1918 (Mort pour la France) | Jules Gaussorgues       | PRS                 | Propriétaire, adjoint au maire d'Alais                                                                      |
| 1918                                     | 1919                       | siège vacant            |                     | |
| 1919                                     | 1928                       | Pierre Coiras           | SFIO                | Enseignant à Alès                                                                                           |
| 1928                                     | 1940                       | Clovis Laporte          | PC-SFIC             | Employé de commerce, Saint-Jean-du-Pin, déchu de son mandat en 1940 (décrets Daladier)                      |
| 1940                                     |                            |                         |                     | Les conseils d'arrondissement ont été suspendus par la loi du 12 octobre 1940 et n'ont jamais été réactivés |
| Les données manquantes sont à compléter. |                            |                         |                     | |

### Juges de paix
- 1858-1866 : Debroche de Saint-André[16]
- 1866-1889 : François Charles César Fabre[17]
- 1889-1902 : Jean Louis Isidore Platon[18]
- 1902-1912 : Largier[19]
- 1912-1921 : à compléter
- 1921-1928 : Jean Joseph Léon Vernier[20]
- 1928-1934 : Marie Charles Felix Lavalette[21]
- 1934-1939 : Michel Boudal[22]
- 1939-1941 : Achille Pupil[23]
- 1941-1944 : à compléter
- 1944-1959 : René Léon Bascou[24]

Les juges de paix sont supprimés à compter du 2 mars 1959.

## 2 photos du canton
|  |  |

## Démographie
| 1975 | 1982 | 1990   | 1999   | 2006   | 2011   | 2012   |
| ---- | ---- | ------ | ------ | ------ | ------ | ------ |
| -    | -    | 26 325 | 25 640 | 26 688 | 26 345 | 26 379 |